# Длуґоленка (Вармінсько-Мазурське воєводство)
Длуґоленка (пол. Długołęka, нім. Langwiese) — село в Польщі, у гміні Лідзбарк-Вармінський Лідзбарського повіту Вармінсько-Мазурського воєводства.
Населення — 38 осіб (2011).
У 1975-1998 роках село належало до Ольштинського воєводства.

## Демографія
Демографічна структура станом на 31 березня 2011 року:
|          | Загалом | Допрацездатний вік | Працездатний вік | Постпрацездатний вік |
| -------- | ------- | ------------------ | ---------------- | -------------------- |
| Чоловіки | 22      | 2                  | 18               | 2                    |
| Жінки    | 16      | 4                  | 10               | 2                    |
| Разом    | 38      | 6                  | 28               | 4                    |